# Premio museo del Consiglio d'Europa
Il Premio museo del Consiglio d'Europa è un riconoscimento assegnato ogni anno a partire dal 1977 al museo che fornisce un "contributo straordinario alla conoscenza del patrimonio culturale europeo". Questo premio, che mira a promuovere una migliore comprensione della ricca diversità della cultura europea, è assegnato dalla commissione per la Cultura, Scienza e Istruzione dell'Assemblea parlamentare del Consiglio d'Europa sulla base delle raccomandazioni formulate dal Comitato del Forum Europeo del Museo.
Il premio consiste nella concessione per un anno di una statuetta in bronzo della La Donna dai bei seni di Joan Miró, inoltre avviene l'assegnazione di un diploma e un assegno di 5000 euro.

## Elenco dei premiati
Elenco dei musei premiati:

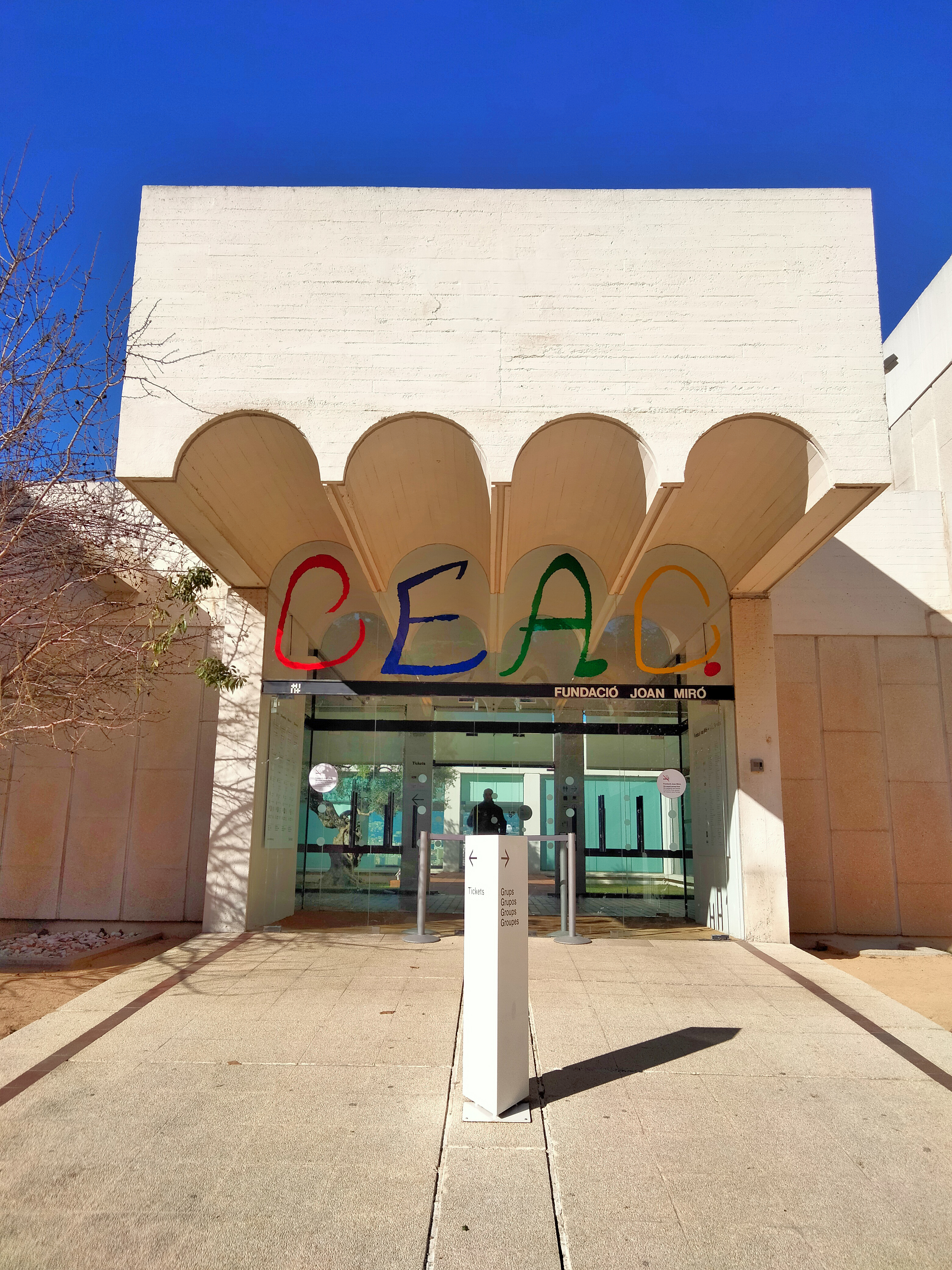
L'entrata del primo museo premiato nel 1977, la Fondazione Mirò di Barcellona

- 1977 -  Fundació Joan Miró, Barcellona
- 1978 -  Museo Bryggens, Bergen
- 1979 -  Museo civico, Rüsselsheim
- 1980 -  Museo della contea di Monaghan, Monaghan
- 1981 -  Scenkonst Museet, Stoccolma
- 1982 -  Museo delle Isole Åland, Mariehamn
- 1983 -  Universalmuseum Joanneum, Graz
- 1984 -  Museo del canal du Centre, Thieu
- 1984 -  National Waterways Museum, Ellesmere Port
- 1987 -  Museo Heimatmuseum-Neukölln, Berlino
- 1988 -  Museo nazionale bavarese, Monaco di Baviera
- 1989 -  Museo storico ebraico, Amsterdam
- 1990 -  Museo dell'aqua, Lisbona
- 1991 -  Museo tedesco del sale, Lüneburg
- 1992 -  Museo delle Valli d'Argenta, Argenta
- 1993 -  Museo Kobariški, Caporetto
- 1993 -  Musei archeologici di Istanbul, Istanbul
- 1994 -  Museo provinciale della Lapponia, Rovaniemi
- 1995 -  Casa della storia della Repubblica federale di Germania, Bonn
- 1996 -  Museo austriaco delle arti applicate, Vienna
- 1997 -  Museo dei bambini, Amsterdam
- 1998 -  Centro museale su Strelka, Krasnojarsk
- 1999 -  Palais des Beaux-Arts, Lilla
- 2000 -  In Flanders Fields, Ypres
- 2001 -  Museo del teatro, Helsinki
- 2002 -  Buddenbrookhaus, Lubecca
- 2003 -  Laténium, Hauterive
- 2004 -  Museo dell'assistenza sanitaria, Edirne
- 2005 -  Museo della cultura bizantina, Salonicco
- 2006 -  Churchill Museum and Cabinet War Rooms, Londra
- 2007 -  Museo internazionale della Riforma, Ginevra
- 2008 -  Museo delle Svalbard, Longyearbyen
- 2009 -  Zeeuws Museum, Middelburg
- 2010 -  Museo di Portimão, Algarve
- 2012 -  Museo di Rautenstrauch-Joest, Colonia
- 2013 -  Museo di Liverpool, Liverpool
- 2014 -  Museo Baksi, Bayburt
- 2015 -  Museo delle civiltà dell'Europa e del Mediterraneo, Marsiglia
- 2016 -  Centro Europeo Solidarność, Danzica
- 2017 -  ACTe Memorial, Pointe-à-Pitre
- 2018 -  Museo dell'infanzia di guerra, Sarajevo
- 2019 -  Museo della comunicazione di Berna, Berna
- 2020 -  Museo della Sorveglianza Segreta, Tirana
- 2021 -  Museo di storia del Gulag, Mosca
- 2022 -  Nano Nagle Place, Cork